# باشگاه فوتبال لاچی
باشگاه فوتبال لاچی (به آلبانیایی:Klubi Futbollit Laçi) یک باشگاه فوتبال آلبانیایی است که در سال ۱۹۶۰ تاسیس گردیده‌است و در بالاترین سطح فوتبال آلبانی فعالیت دارد.پس از صعود مجدد به سوپر لیگ فوتبال آلبانی در سال ۲۰۰۹، تحت مالکیت پاشک لاسکا، آن‌ها توانسته‌اند موقعیت خود را به عنوان یکی از تیم‌های نیمه بالای جدول تثبیت کنند.
جواهیر سوکای بازیکن اسبق باشگاه فوتبال سپاهان سابقه بازی در این تیم را نیز دارد.

## افتخارات
جام حذفی فوتبال آلبانی
- قهرمان (۲): ۲۰۱۳-۲۰۱۲ ، ۲۰۱۵-۲۰۱۴
- نایب قهرمان (۱): ۲۰۱۶-۲۰۱۵

سوپرکاپ فوتبال آلبانی
- قهرمان (۱): ۲۰۱۵
- نایب قهرمان (۱): ۲۰۱۳